# Sabalus
 (mars 2024).
Si vous disposez d'ouvrages ou d'articles de référence ou si vous connaissez des sites web de qualité traitant du thème abordé ici, merci de compléter l'article en donnant les références utiles à sa vérifiabilité et en les liant à la section « Notes et références ».
Sabalus était un chef guerrier maure qui vivait au Ier siècle. Parfois décrit comme roi maure, il est connu pour sa résistance depuis le désert du Sahara face à l'occupation de l'Empire romain.